# Liste der Museen im Landkreis Ebersberg
Die Liste der Museen im Landkreis Ebersberg  gibt einen Überblick über aktuelle und ehemalige Museen im Landkreis Ebersberg in Bayern.

## Aktuelle Museen
| Gemeinde            | Name                        | Kurzbeschreibung | gegründet/ eröffnet | Träger                                  | Standort                    | Bild           | Link |
| ------------------- | --------------------------- | --- | ------------------- | --------------------------------------- | --------------------------- | -------------- | ---- |
| Ebersberg           | Grabkreuzmuseum             | Die private Sammlung umfasst schmiedeeiserne Grabkreuze aus fünf Jahrhunderten.                                                                 | 2002                | Privat                                  | Kunstschmiede Bergmeister   |                |      |
| Ebersberg           | Museum Wald und Umwelt      | Seit einem Brand im Dezember 2019 ist die Dauerausstellung geschlossen. Es finden weiterhin Sonderausstellungen statt.                          | 15. Mai 2004        | Stadt Ebersberg                         | Ludwigshöhe                 |                |      |
| Glonn               | Heimatmuseum                | Das Museum zeigt Alltagsgegenstände, Handwerkszeuge und landwirtschaftliche Geräte und erinnert an Glonner Persönlichkeiten.                    | 6. Okt. 1995        | Kulturverein Markt Glonn e. V.          | Ehemalige Klosterschule     | weitere Bilder |      |
| Grafing bei München | Museum der Stadt Grafing    | Das Museum zeigt Kunstobjekte aus der Region und Gemälde lokaler Künstler und gibt Einblicke in das Alltagsleben und Handwerk vergangener Zeit. | 20. März 1965       | Stadt Grafing bei München               | Rieperdinger Haus           | weitere Bilder |      |
| Kirchseeon          | Heimatmuseum                | Die Ausstellung führt durch die Geschichte der Marktgemeinde Kirchseeon von Funden der Bronzezeit bis zum Alltagsleben des 20. Jahrhunderts.    |                     | Verein für Heimatkunde Kirchseeon e. V. | Obergeschoss der ATSV-Halle |                |      |
| Kirchseeon          | MASKEUM                     | Das Museum informiert mit Medien- und Mitmachstationen über den Kirchseeoner Perchtenbrauch und zeigt eine Ausstellung von Perchtenmasken.      | 2021                | Perschten-Stiftung Kirchseeon           | Grund- und Mittelschule     |                |      |
| Markt Schwaben      | Heimatmuseum Markt Schwaben | Das Museum präsentiert Dokumente und Exponate zur Archäologie und Ortsgeschichte, Kunst, Handwerk und Wohnkultur.                               | 1. Aug. 1997        | Heimatmuseum Markt Schwaben e. V.       | Schweiger-Villa             |                |      |